# سيجيلو
سيجيلو (بالإيطالية: Sigillo)‏ هي بلدية في مقاطعة بيرودجا في إقليم أومبريا في إيطاليا.

## السكان
في سنة 1861 بلغ عدد السكان 1٬781 نسمة، وتطور العدد ليصل في سنة 2011 لـ 2٬468 نسمة.
يظهر هذا المخطط البياني تطور النمو السكاني لـ سيجيلو